# Scheldeprijs
Lo Scheldeprijs (fr.: Grand Prix de l'Escaut) è una corsa in linea di ciclismo su strada maschile che si svolge ogni aprile nella provincia di Anversa, in Belgio. Fa parte della Settimana ciclistica fiamminga e dal 2005 anche del circuito continentale UCI Europe Tour come prova di classe 1.HC.

## Storia
La prima edizione dello Scheldeprijs si disputò l'8 luglio 1907 e questo ne fa la più vecchia corsa nella regione delle Fiandre. Aperta da subito ai professionisti, in alcune edizioni negli anni 1910 fu però riservata agli indipendenti.
Nella prima edizione la partenza e l'arrivo erano entrambi ad Anversa con il traguardo nel velodromo di Zurenborg, oggi demolito. La partenza fu poi spostata a Merksem, poi a Deurne, fino al 1996 quando tornò ad essere organizzata nella Grand-Place di Anversa. L'arrivo è invece da diversi anni situato nella cittadina di Schoten, dove il gruppo affronta tre volte un circuito di 15 km. Il nome della corsa riprende quello del fiume Schelda (Schelde in olandese), che bagna la provincia di Anversa.
Caratterizzata da un percorso pianeggiante, con alcuni tratti in pavé, la gara viene corsa il mercoledì che segue il Giro delle Fiandre e che precede la Parigi-Roubaix e si conclude sovente in volata. Il «Leone delle Fiandre» Johan Museeuw, specialista delle corse in questa regione, non l'ha mai vinto. Il velocista tedesco Marcel Kittel detiene invece il record di successi, cinque, di cui tre consecutivi (dal 2012 al 2014).

## Albo d'oro
Aggiornato all'edizione 2025.
| Anno    | Vincitore                                         | Secondo                                           | Terzo                                             |
| ------- | ------------------------------------------------- | ------------------------------------------------- | ------------------------------------------------- |
| 1907    | Maurice Leturgie                                  | Eugène Platteau                                   | François Verstraeten                              |
| 1908    | Adrien Kranskens                                  | Guido Devogelaere                                 | Jules Bayens                                      |
| 1909    | Raymond Van Parijs                                | Jules Wiot                                        | Bouts                                             |
| 1910    | Florent Luyckx                                    | Jozef Bouw                                        | Louis Valckenaers                                 |
| 1911    | Florent Luyckx                                    | Frans Tyck                                        | Jan Van Ingelgem                                  |
| 1912    | Joseph Van Wetter                                 | Frans Tyck                                        | Vermeylen                                         |
| 1913    | Joseph Van Wetter                                 | Vermeylen                                         | Ysermans                                          |
| 1914    | Octave Jacques                                    | Guillaume Perwez                                  | Edmond Dosy                                       |
| 1915-18 | non disputate a causa della prima guerra mondiale | non disputate a causa della prima guerra mondiale | non disputate a causa della prima guerra mondiale |
| 1919    | Isidore Merchant                                  | Karel Block                                       | Marcel Buysse                                     |
| 1920    | Victor Lenaers                                    | Jean-Baptiste Mosselmans                          | Bervoets                                          |
| 1921    | René Vermandel                                    | Isidore Merchant                                  | John Van Ruysseveldt                              |
| 1922    | Florent Vandenbergh                               | Henri Moerenhout                                  | Alphonse Van Hecke                                |
| 1923    | Emile Thollembeek                                 | Maurice Dewaele                                   | Denis Verschueren                                 |
| 1924    | René Vermandel                                    | Denis Verschueren                                 | Armand Van Bruaene                                |
| 1925    | Karel Van Hassel                                  | André Verbist                                     | Henri Hoevenaers                                  |
| 1926    | Joseph Dervaes                                    | Jan Mertens                                       | Louys Delannoy                                    |
| 1926    | Marcel Cloquet                                    | Van Kampenhout                                    | Marinus Valentijn                                 |
| 1927    | Georges Ronsse                                    | Armand Van Bruaene                                | Rémi Van Impe                                     |
| 1928    | Joseph Dervaes                                    | André Verbist                                     | Jan Mertens                                       |
| 1929    | Joseph Wauters                                    | André Verbist                                     | Alfred Haemerlinck                                |
| 1930    | Denis Verschueren                                 | Joseph Wauters                                    | August Reyns                                      |
| 1931    | Godefried Devoght                                 | Odile Van Hevel                                   | Denis Verschueren                                 |
| 1932    | Godefried Devoght                                 | Denis Verschueren                                 | August Verdyck                                    |
| 1933    | Jan-Jozef Horemans                                | Louis Hardiquest                                  | Louis Duerloo                                     |
| 1934    | Léon Tommies                                      | Alfred Haemerlinck                                | Joseph Moerenhout                                 |
| 1935    | Gérard Loncke                                     | Edward Vissers                                    | Gustaaf Deloor                                    |
| 1936    | Marcel Schil                                      | Frans Van Hassel                                  | Camiel Michielsens                                |
| 1937    | Sylvain Grysolle                                  | Michel D'Hooghe                                   | Jozef Huts                                        |
| 1938    | Antoine Dignef                                    | Aloïs De Bruyne                                   | Achiel Buysse                                     |
| 1939    | Achiel Buysse                                     | Auguste Toubeau                                   | Roger Vandendriessche                             |
| 1940    | non disputata                                     | non disputata                                     | non disputata                                     |
| 1941    | Stan Ockers                                       | Odiel Van Den Meerschaut                          | Emilie Faignaert                                  |
| 1942    | Lode Busschops                                    | Lode Janssens                                     | Hector Bruneel                                    |
| 1943    | Éloi Meulenberg                                   | Roger Van Melkebeke                               | Robert Van Eenaeme                                |
| 1944-45 | non disputate                                     | non disputate                                     | non disputate                                     |
| 1946    | Stan Ockers                                       | Ernest Sterckx                                    | Gustaaf Van Overloop                              |
| 1947    | René Mertens                                      | Albert Sercu                                      | Henri Bauwens                                     |
| 1948    | Achille Buysse                                    | Frans Knaepkens                                   | Theo Middelkamp                                   |
| 1949    | Roger Decorte                                     | Vàlere Ollivier                                   | Ernest Sterckx                                    |
| 1950    | André Pieters                                     | Lode Poels                                        | Ernest Sterckx                                    |
| 1951    | Ernest Sterckx                                    | Vàlere Ollivier                                   | Georges Claes                                     |
| 1952    | Roger Decorte                                     | Karel De Baere                                    | Ernest Sterckx                                    |
| 1953    | Hans Dekkers                                      | Leo Buyst                                         | Karel De Baere                                    |
| 1954    | Roger Decock                                      | Willy Lauwers                                     | Ernest Sterckx                                    |
| 1955    | Briek Schotte                                     | Marcel Janssens                                   | Jos De Feyter                                     |
| 1956    | Rik Van Looy                                      | Marcel Janssens                                   | Kay Alan Olsen                                    |
| 1957    | Rik Van Looy                                      | Rik Luyten                                        | Jean Van Gompel                                   |
| 1958    | Raymond Vrancken                                  | Frans Van Looveren                                | Jos Van Bael                                      |
| 1959    | Willy Butzen                                      | Lucien Demunster                                  | Jos Van Bael                                      |
| 1960    | Piet Oelliebrandt                                 | Marcel Buys                                       | Mies Stolcker                                     |
| 1961    | Raymond Vrancken                                  | Marcel Janssens                                   | Piet van Hees                                     |
| 1962    | Piet Oellibrandt                                  | Guillaume Van Tongerloo                           | Victor Van Schil                                  |
| 1963    | Piet Oellibrandt                                  | Guillaume Van Tongerloo                           | Hugo Hellemans                                    |
| 1964    | Jos Hoevenaers                                    | Jozef Huysmans                                    | Frans Aerenhouts                                  |
| 1965    | Willy Vannitsen                                   | Louis Proost                                      | Jozef Huysmans                                    |
| 1966    | Joseph Spruyt                                     | Henri Pauwels                                     | Louis Proost                                      |
| 1967    | Paul In't Ven                                     | Henk Nijdam                                       | Joseph Mathy                                      |
| 1968    | Edward Sels                                       | Harry Steevens                                    | Gérard Vianen                                     |
| 1969    | Walter Godefroot                                  | Roger De Vlaeminck                                | Marinus Wagtmans                                  |
| 1970    | Roger De Vlaeminck                                | Raphael Hooyberghs                                | Alfons Scheys                                     |
| 1971    | Gustaaf Van Roosbroeck                            | Frans Mintjens                                    | Johan De Muynck                                   |
| 1972    | Eddy Merckx                                       | Herman Van Springel                               | Willy Planckaert                                  |
| 1973    | Freddy Maertens                                   | Louis Verreydt                                    | Marc Demeyer                                      |
| 1974    | Marc Demeyer                                      | Julien Stevens                                    | Englebert Opdebeeck                               |
| 1975    | Ronald De Witte                                   | Dietrich Thurau                                   | Freddy Maertens                                   |
| 1976    | Frans Verbeeck                                    | Roger De Vlaeminck                                | Frans Van Looy                                    |
| 1977    | Marc Demeyer                                      | Ludo Peeters                                      | Ronan De Meyer                                    |
| 1978    | Dietrich Thurau                                   | Martin Havik                                      | Aad van den Hoek                                  |
| 1979    | Daniel Willems                                    | Frank Hoste                                       | Alfons De Wolf                                    |
| 1980    | Ludo Peeters                                      | René Martens                                      | Jan Raas                                          |
| 1981    | Ad Wijnands                                       | Willy Teirlinck                                   | Jozef Jacobs                                      |
| 1982    | Ludo Schurgers                                    | Jan Nevens                                        | Charles Jochums                                   |
| 1983    | Jan Bogaert                                       | Ludo Schurgers                                    | Frank Hoste                                       |
| 1984    | Ludo Peeters                                      | Jean-Marie Wampers                                | Ludwig Wijnants                                   |
| 1985    | Adri van der Poel                                 | Jozef Lieckens                                    | William Tackaert                                  |
| 1986    | Jean-Paul van Poppel                              | Wim Arras                                         | Eric Vanderaerden                                 |
| 1987    | Étienne De Wilde                                  | Jean-Paul van Poppel                              | Marnix Lameire                                    |
| 1988    | Jean-Paul van Poppel                              | Eddy Planckaert                                   | Hans Daams                                        |
| 1989    | Jean-Marie Wampers                                | Frank Hoste                                       | John van den Akker                                |
| 1990    | John Talen                                        | Eric Vanderaerden                                 | Johan Museeuw                                     |
| 1991    | Mario Cipollini                                   | Jan Bogaert                                       | Johan Capiot                                      |
| 1992    | Wilfried Nelissen                                 | Johan Museeuw                                     | Michel Cornelisse                                 |
| 1993    | Mario Cipollini                                   | Giuseppe Citterio                                 | Jaan Kirsipuu                                     |
| 1994    | Peter Van Petegem                                 | Dirk De Wolf                                      | Djamolidine Abdoujaparov                          |
| 1995    | Rossano Brasi                                     | Peter Roes                                        | Giovanni Fidanza                                  |
| 1996    | Frank Vandenbroucke                               | Tom Steels                                        | Eric Vanderaerden                                 |
| 1997    | Erik Zabel                                        | Johan Museeuw                                     | Andrei Tchmil                                     |
| 1998    | Servais Knaven                                    | Léon van Bon                                      | Bart Leysen                                       |
| 1999    | Jeroen Blijlevens                                 | Erik Zabel                                        | Tristan Hoffman                                   |
| 2000    | Endrio Leoni                                      | Jeroen Blijlevens                                 | Léon van Bon                                      |
| 2001    | Endrio Leoni                                      | Jeroen Blijlevens                                 | Kurt-Asle Arvesen                                 |
| 2002    | Robbie McEwen                                     | Tom Steels                                        | Stefan van Dijk                                   |
| 2003    | Ludovic Capelle                                   | Jaan Kirsipuu                                     | Steffen Radochla                                  |
| 2004    | Tom Boonen                                        | Robbie McEwen                                     | Simone Cadamuro                                   |
| 2005    | Thorwald Veneberg                                 | Tomas Vaitkus                                     | Simone Cadamuro                                   |
| 2006    | Tom Boonen                                        | Steven De Jongh                                   | Gert Steegmans                                    |
| 2007    | Mark Cavendish                                    | Robbie McEwen                                     | Gert Steegmans                                    |
| 2008    | Mark Cavendish                                    | Tom Boonen                                        | Robbie McEwen                                     |
| 2009    | Alessandro Petacchi                               | Kenny van Hummel                                  | Dominique Rollin                                  |
| 2010    | Tyler Farrar                                      | Robbie McEwen                                     | Robert Förster                                    |
| 2011    | Mark Cavendish                                    | Denis Galimzjanov                                 | Jaŭhen Hutarovič                                  |
| 2012    | Marcel Kittel                                     | Tyler Farrar                                      | Theo Bos                                          |
| 2013    | Marcel Kittel                                     | Mark Cavendish                                    | Barry Markus                                      |
| 2014    | Marcel Kittel                                     | Tyler Farrar                                      | Danny van Poppel                                  |
| 2015    | Alexander Kristoff                                | Edward Theuns                                     | Jaŭhen Hutarovič                                  |
| 2016    | Marcel Kittel                                     | Mark Cavendish                                    | André Greipel                                     |
| 2017    | Marcel Kittel                                     | Elia Viviani                                      | Nacer Bouhanni                                    |
| 2018    | Fabio Jakobsen                                    | Pascal Ackermann                                  | Christopher Lawless                               |
| 2019    | Fabio Jakobsen                                    | Max Walscheid                                     | Christopher Lawless                               |
| 2020    | Caleb Ewan                                        | Niccolò Bonifazio                                 | Bryan Coquard                                     |
| 2021    | Jasper Philipsen                                  | Sam Bennett                                       | Mark Cavendish                                    |
| 2022    | Alexander Kristoff                                | Danny van Poppel                                  | Sam Welsford                                      |
| 2023    | Jasper Philipsen                                  | Sam Welsford                                      | Mark Cavendish                                    |
| 2024    | Tim Merlier                                       | Jasper Philipsen                                  | Dylan Groenewegen                                 |
| 2025    | Tim Merlier                                       | Jasper Philipsen                                  | Matteo Moschetti                                  |